# فدریکو آلاسیو
فدریکو آلاسیو (انگلیسی: Federico Allasio؛ 30 May 1914 – ۲۷ مه ۱۹۸۷ (aged 72)) بازیکن فوتبال اهل ایتالیا بود.
از باشگاه‌هایی که در آن بازی کرده‌است می‌توان به باشگاه فوتبال جنوآ و باشگاه فوتبال تورینو اشاره کرد.